# Theristria hillieri
Theristria hillieri är en insektsart som beskrevs av Navás 1914. Theristria hillieri ingår i släktet Theristria och familjen fångsländor. Inga underarter finns listade i Catalogue of Life.